# Constitución de la República de Colombia de 1830
La Constitución de 1830, oficialmente Constitución Política de la República de Colombia, fue el resultado del Congreso Admirable que se desarrolló el 5 de mayo de 1830 y cuyo objetivo principal fue intentar mantener la unión de la República de Colombia (denominada en la historiografía como la Gran Colombia).
Ocurrió ante la amenaza de separación de Venezuela en cabeza de José Antonio Páez. El Congreso admirable fue convocado por Simón Bolívar para intentar conciliar la creación de la República y evitar la disolución de la Gran Colombia redactando una nueva constitución que mantuviera la unidad de la Gran Colombia. Sin embargo, comúnmente se dice que esta Constitución nació muerta ya que no entró en vigor debido a la inminente Disolución de la Gran Colombia.

## Composición
Esta constitución resultó ser un texto de 167 artículos, que entre otras novedades presentaba un congreso bicameral, con un periodo presidencial de ocho años, el gobierno departamental precedido por un Prefecto, el territorio dividido en provincias, cantones en los que las ideas centralistas y
federalistas se afianzarían, dando lugar al inicio y fortaleza de los caudillos regionales que desconocían el poder central, la religión cristiana católica, apostólica y romana la única que debía profesarse en el territorio; suprime la Procuraduría General de la Nación.